# Mwaka Koga

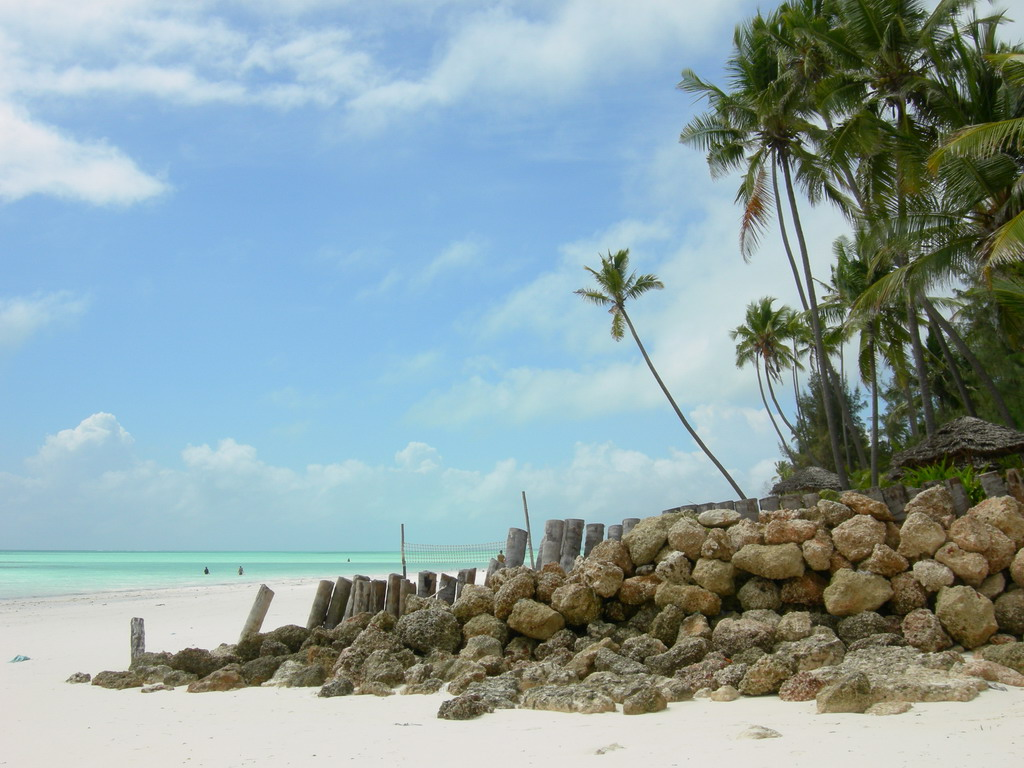
Makunduchi, Zanzibar

Mwaka Koga är en festival i Tanzania som firas i juli-augusti vid det traditionella persiska nyåret. Den mest kända festivalen äger rum i staden Makunduchi på ön Unguja i Zanzibar. Festivalens tema är att bringa lycka för det kommande året. 
Unga män utmanar en "broder" och slåss med bananblad för att göra sig av med det gångna årets aggressioner. Kvinnor klär upp sig i sina bästa kläder och sjunger traditionella sånger om familj, kärlek och glädje.

## Bakgrund
Festivalen har sitt ursprung i Persiska riket och markerar solens återkomst, Nouruz enligt Shiraz kalender. På 900-talet seglade sjöfarare från Shiraz västerut och anlade en handelsstation på ön Unguja i Zanzibar. Deras kultur integrerades i Swahili kulturen.

## Festivalen

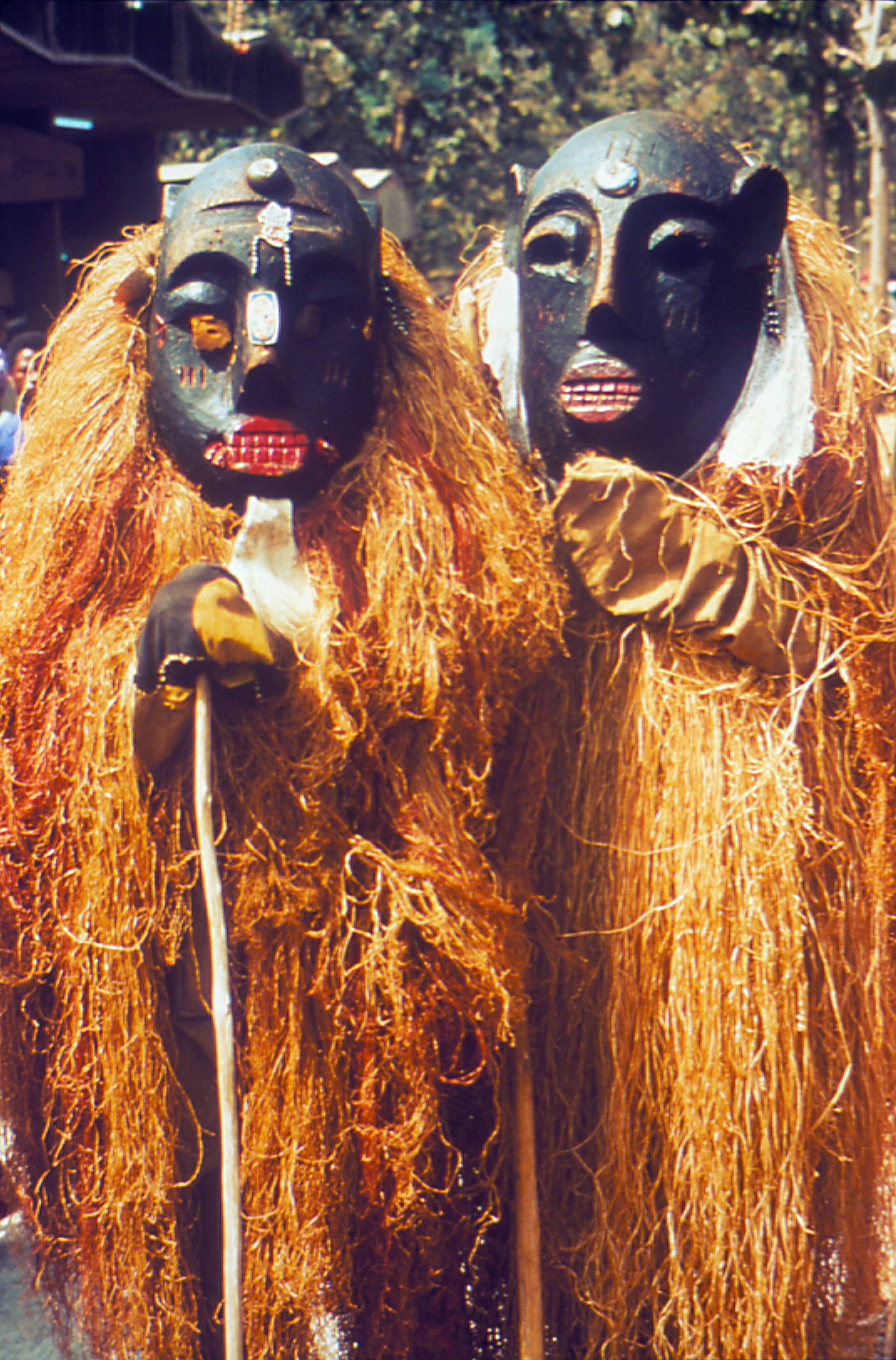
Witch doctors.

Festivalen pågår i fyra dagar och inleds med en kamp mellan gamla Makunduchi och Nya Makunduchi. Två ”bröder” från fiskebyn utmanar två ”bröder” från den moderna staden. Som vapen används stjälken av bananblad och den rituella kampen omges regler och pågår tills den ena sidan sträcker upp händerna i luften. Efter att männen fått utlopp för sina aggressioner kommer det kommande året bli fridfullt och man kan dra ett streck över det förflutna.
Kvinnor går runt slagfältet och sjunger på en lokal swahili dialekt om kärlek och livet i byarna. De har klätt upp sig och lockar männen, som svarar med att retas och sjunger med.
Vid sidan av slagfältet har man byggt en hydda med tak av palmblad. När kampen nästan är över kommer en medicinman ut ur skogen och rusar in i hyddan och tänder på. Därefter rusar han ut och försvinner i ett buskage. Alla börjar släcka elden och detta blir en försäkring om att slippa farliga bränder under året som kommer.
Den stora magiska klippan skyddar deltagarna under festivalen. Vid en hydda i närheten sitter festivalens hövding och övervakar spelen. När kampen är över börjar den stora festmåltiden. Män och kvinnor har klätt sig i Mwaka Kogwa kläder och efter måltiden börjar dansen som pågår natten lång.